# HD 139862
HD 139862，又名BD+12 2875，SAO 101673、HR 5831，是一颗恒星，视星等为6.25，位于銀經20.52，銀緯47.74，其B1900.0坐标为赤經15h 35m 26.6s，赤緯+12° 47.74′ 37″。